# Fort Louis (Duinkerke)
Het Fort Louis is een verdedigingswerk in de tot het Noorderdepartement behorende plaats Nieuw-Koudekerke. Het fort moest de Havendijk (Canal de Bergues) beschermen.

## Geschiedenis
In 1657 werd op deze plaats door het Leger van Vlaanderen een vierkante redoute opgeworpen, die in 1658 door de Fransen onder leiding van Turenne werd veroverd tijdens de Slag bij Duinkerke. In 1672 bouwden de Fransen een nieuw fort naar ontwerp van Vauban. Het fort omvatte een kapel met aalmoezeniersverblijf, kazernes en verdere huisvesting en arsenalen, waterkelders en een wachthuis. In 1712 werd het fort bezet door de Engelsen en in 1714 werd het krachtens de Vrede van Utrecht verwoest. In 1744 werd het herbouwd naar ontwerp van Daniel Delafons en in 1783 werd het gemoderniseerd.
In 1815 werd het fort omgevormd tot een militaire gevangenis. In 1889 werd het fort buiten gebruik gesteld maar in 1891 kwam de artillerie er in. Tussen 1914 en 1918 diende het voor de telegrafische communicatie van het leger, in 1925 kwam het aan de marine en in 1939 werd het een radiostation voor de geallieerde troepen om in 1940 bij bombardementen verwoest te worden. In 1961 werd het fort eigendom van de gemeente Duinkerke en werd het geïntegreerd in het recreatiegebied Bois des Forts.